# Charles Delporte (Fechter)
Charles Jules Delporte (* 11. März 1893 in Ixelles; † 1960 in Brüssel) war ein belgischer Fechter (Degen und Säbel). Er war Olympiasieger und Weltmeister. 

## Leben
Charles Delporte nahm an drei Olympischen Spielen teil. 1920 in Antwerpen landete er im Einzel des Degenfechtwettbewerbs auf dem geteilten zehnten Rang. Er trat zudem im Mannschaftswettbewerb der Säbelfechter an und verpasste mit dem vierten Rang knapp eine Medaille. Bei den Olympischen Spielen 1924 in Paris focht Delporte in drei Wettbewerben. Im Degeneinzel kämpfte er sich bis in die Finalrunde vor, die er, als einziger Fechter der Finalrunde, mit acht Siegen abschloss und damit Olympiasieger wurde. Mit der Degenmannschaft erreichte er ebenfalls die Finalrunde, in der die Equipe Italien und Portugal bezwang, gegen Frankreich aber unterlegen war und Silber gewann. Im Mannschaftswettbewerb der Säbelfechter schied er mit der Equipe im Viertelfinale aus. 1928 trat Delporte in Amsterdam nochmals in den Degenwettbewerben im Einzel und mit der Mannschaft an. In beiden Wettbewerben erreichte er die Finalrunde und belegte im Einzel am Ende Rang sechs. Mit der Mannschaft blieb er in der Finalrunde gegen Italien, Frankreich und Portugal ohne Sieg und verpasste erneut mit Rang vier knapp eine Medaille.
Mit der belgischen Degen-Equipe wurde er bei den Internationalen Fechtmeisterschaften 1930 Weltmeister.